# Магматические горные породы
Магматические горные породы (магматиты) — конечные продукты магматической деятельности, возникшие в результате затвердевания природного расплава (магмы, лавы). Переход расплава в твёрдое состояние сопровождается кристаллизацией вещества. Магматические породы играют важную роль в строении земной коры, образуя геологические тела различных форм и размеров, составов и структур.
Магматиты представляют один из важнейших типов горных пород наряду с осадочными, метаморфическими, а также гидротермально-метасоматическими образованиями. Встречаются в широком диапазоне геологических условий: щиты, платформы, орогены, океаническая кора и др. Магматические и метаморфические породы по объёму составляют 90—95 % верхней (16 км) земной коры. Магматические породы образуют около 15 % современной поверхности Земли.

## Основы систематики
По относительной глубине застывания расплава выделяют 3 класса магматических пород:
- плутонические — застывшие на глубине (плутониты);
- гипабиссальные — застывшие на небольших глубинах[4];
- вулканические — застывшие на поверхности (вулканиты) или вблизи неё (субвулканиты)[5].

Плутонический класс объединяет породы, формировавшиеся в условиях мезоабиссальной и абиссальной фаций. При этом границы фаций глубинности определены не однозначно. Так, для абиссальных обстановок может указываться от 6-8 км до 3-5 — 10-15 км. Основным признаком глубинности ввиду простоты диагностики является степень раскристаллизации вещества: полная, скрытая, неполная. Плутониты отличаются полнокристаллической структурой, гипабиссальные породы — скрытокристаллической, реже неполнокристаллической.
Вулканические породы обладают неполнокристаллической, либо стекловатой структурой. Реже встречаются скрытокристаллические разности. Для вулканитов, субвулканитов и гипабиссальных образований характерны порфировые текстуры, образованные крупными вростками кристаллов (порфиров) в однородной массе породы.
Основой более глубокой систематики служит ряд петрохимических и минералогических признаков. При этом выделяют отряды, семейства, виды и разновидности горных пород. Для определения верхних рангов используют отношения весовых содержаний кремнезёма (SiO2) и «щелочей» (Na2O + K2O) в горных породах.
- Отряды (ряды) выделяют по содержанию в горных породах кремнезёма (по «кислотности», по «кремнезёмистости»). Всего определено 6 отрядов. В отдельных случаях выделяют также отряд редких некремнезёмистых пород.
- Подотряды магматических пород выделяют по содержанию суммы щелочей (Na2O + K2O). По «щелочности» определены 3 подотряда (нормальный, субщелочной и щелочной). Иногда выделяют также низкощелочной подотряд.
- Семейства магматических пород занимают, таким образом, определённые поля на диаграмме «сумма щелочей — кремнезём» (Total Alkali Silica, TAS), границы между которыми установлены подкомиссией по систематике магматических пород Международного союза геологических наук (МСГН). Имена всех семейств магматических пород нормальнощелочного и щелочного рядов приведены в классификационной таблице.
- Виды магматических пород определяются их модальным минеральным составом. Для пород, не содержащих более 90 % темноцветных минералов и обладающих хорошей кристалличностью (то есть в основном для абиссальных и гипабиссальных), видовая принадлежность устанавливается на диаграмме QAPF (англ. Quartz — Alkali feldspar — Plagioclase — Feldspathoid (Foid)). В противном случае используется диаграмма TAS.
- Разновидности магматических пород не регламентируются и выделяются геологами по необходимости.

## Формы залегания
Формы залегания плутонических и гипабиссальных тел
Внедрение магмы в толщу горных пород приводит к образованию интрузивных тел. В зависимости от их отношения с вмещающими образованиями выделяют:
- Согласные (конкордантные) интрузивные тела, внедрившиеся между отдельными слоями толщи вмещающих пород. Форма таких тел зависит от структуры вмещающей толщи (лакколиты, лополиты, факолиты, этмолиты, бисмалиты, силлы).

- Несогласные (дискордантные) интрузивные тела, прорывающие слои толщи вмещающих пород и не зависящие от их структуры (батолиты, штоки, дайки, апофизы, хонолиты).

Формы залегания тел вулканических пород
Излившаяся на поверхность лава образует эффузивные тела, среди которых выделяются: лавовый покров, лавовый поток, некк (жерловина), вулканический (экструзивный) купол (пик, игла) и диатрема (трубка взрыва), вулканический конус, стратовулкан, щитовидный вулкан. По выражению в рельефе формы залегания эффузивных пород могут быть как положительными (покровы, потоки, жерловины, вулканические купола, диатремы, вулканические конусы, стратовулканы, щитовидные вулканы), так и отрицательными (кратеры, маары, лавовые колодцы, кальдеры).

## Минеральный состав
В составе магматических пород выделяют породообразующие и акцессорные минералы. Породообразующие минералы представлены различными алюмосиликатами и силикатами. Среди них выделяют светлоокрашенные (син. лейкократовые) и темноцветные (син. меланократовые, цветные) разновидности. Светлоокрашенные не содержат (или содержат только примесные) магний и железо, тогда как для темноцветных характерно вхождение этих элементов в состав кристаллических решеток. Соответственно, выделяют салические (от Si, Al) и мафические (от Mg, Fe) минералы.
- Типичные салические минералы: полевые шпаты, кварц, фельдшпатоиды, светлые слюды (мусковит и др.).
- Типичные мафические минералы: оливины, пироксены, амфиболы, темноцветные слюды (биотит и др.).

Акцессорные минералы слагают менее 1-5 % объёма породы, однако их присутствие отмечается повсеместно. Среди акцессорий часто встречаются: циркон, апатит, рутил, монацит, ильменит, хромит, титанит, ортит, магнетит, хромит, пирит, пирротин и мн.др.
Характерные особенности минерального состава
Для пород нормального ряда характерно присутствие полевых шпатов и кварца и «…отсутствие фоидов (фельдшпатоидов) и щелочных темноцветных минералов, а также пироксенов и амфиболов с высоким содержанием титана», типичных в щелочных магматитах. Кислотность (кремнезёмистость), в первую очередь, отражается на содержании кварца (чем кислее — тем его больше), а также составе плагиоклаза: базиты содержат богатые кальцием, тогда как кислые магматиты — богатые натрием его разновидности.
Кварц образуется, когда содержание SiO2 в магме превышает необходимое для образования силикатов и алюмосиликатов. Кварц не встречается в магматических фазах совместно с оливином или нефелином. Оливин присутствует, главным образом, в ультрабазитах и выделяется из магм, в которых содержание SiO2 недостаточно для образования пироксенов. В противном случае оливин превращается в энстатит:
Mg2SiO4 + SiO2 = Mg2Si2O6

Форстерит………Энстатит
Аналогично образуется нефелин, который присутствует лишь в щелочных породах, недосыщенных кремнезёмом. В противном случае образуется альбит:
NaAlSiO4 + 2SiO2 = NaAlSi3O8

Нефелин………………Альбит
Для пород нормального ряда ведущими типоморфными минеральными парагенезами являются следующие:
- Ультрабазиты. Главные минералы — оливины и пироксены. Содержащие их в сравнимых количествах, породы называются перидотитами. Существенно оливиновые называются в зависимости от акцессориев: оливинит, если присутствует магнетит; дунит, если есть хромит. Кроме того, весьма характерны ортопироксены (энстатит, бронзит или гиперстен).
- Базиты. Главные минералы — оливины, пироксены, основные плагиоклазы. В подчиненном количестве может быть роговая обманка. В зависимости от того, какой пироксен преобладает различают: габбро, если доминирует клинопироксен (авгит или диопсид); нориты, если ортопироксен; габбронориты, если и тот и другой представлены в равной мере.
- Средние. Главные минералы — средние плагиоклазы, амфиболы (роговая обманка). Характерными акцессориями являются биотит и кварц. Широко распространенными породами этого семейства являются диориты (андезиты), а также субщелочные аналоги — сиениты, состоящие из калиевого полевого шпата с темноцветными (роговой обманкой и/или биотитом, диопсидом, эгирин-авгитом).
- Кислые. Главные минералы — кварц, калиевые полевые шпаты, кислые плагиоклазы. В подчиненных количествах обычно биотит и/или роговая обманка. Широко распространенными породами этого семейства являются граниты (риолиты), а также переходные к средним — гранодиориты (дациты), — характеризующиеся увеличением содержаний темноцветных минералов.

Связь цвета и состава
Для пород нормального и умеренно-щелочного рядов характерны светлые окраски при относительно высоких содержаниях кремнезёма и тёмные до черных при низких. Количество темноцветных минералов, подсчитанное в объемных процентах, называют цветным числом. Ультрабазиты обычно имеют чёрный цвет (95-100 % тёмноокрашенных минералов), базиты — темно-серый до чёрного (~50 %). Породы среднего состава характеризуются серыми окрасками (~30 %). Кислые и ультракислые магматиты отличаются светло-серым цветом (<10 %). Очень часто наблюдаются отклонения от указанных значений, в связи с локальными особенностями магматизма, эпигенетическими изменениями и прочими факторами, влияющими на окраску породы. Типично замещение породообразующих минералов новообразованными при выветривании. Плагиоклазы чаще всего замещаются серицитом и цеолитами; пироксены и амфиболы — хлоритом и эпидотом. Визуальный осмотр с подсчетом цветного числа, а также определением текстуры (порфировой или афировой) и структуры (полно- или неполнокристаллической) позволяет делать обоснованное предположение о составе породы не только специалистам, но также и любителям.

## Химический состав
В химическом составе магматитов выделяют петрогенные и редкие химические элементы. Петрогенные элементы определяют фазовый (минеральный) состав породы, в то время как редкие входят в эти фазы в виде примесей. Состав магматитов чаще всего отражают концентрациями ряда элементов в форме их оксидов (петрогенных окислов). «Главными оксидами магматических образований являются: SiO2, Al2O3, Fe2O3, FeO, MgO, CaO, Na2O и K2O, H2O». Процентное содержание кремнезёма в породе служит определённым критерием её кислотности, в связи с чем термином «кислая порода» стали обозначать породы, богатые кремнезёмом, а термином «основная порода» — бедные, но обогащенные основаниями — СаО, MgO и FeO. Обратная зависимость между концентрациями этих оснований и кремнезёма весьма ярка выражена в ряду кислотности пород.

## Распространение
Магматические породы, совместно с метаморфическими и переходными ультраметаморфическими, преобладают в составе земной коры. На современной поверхности они широко представлены в областях длительного воздымания (кристаллических щитах и н.др.), подвижных поясах, больших магматических провинциях, областях активного вулканизма. Наиболее распространены породы нормального и субщелочного рядов. Причем базиты и ультрабазиты преобладают, слагая низы континентальной коры и почти целиком формируя кору океанического типа: базиты слагают, соответственно, «базальтовый» слой и верхи нижнего, а ультрабазиты — низы нижнего слоя, где представлены полнокристаллическими разностями. Гранитоиды широко развиты в составе массивной континентальной коры и формируют её верхний «гранито-гнейсовый» слой. Нижний слой континентальной коры по В. В. Белоусову имеет «гранулит-базитовый» состав, тогда как её средний модальный состав по Гольдшмидту — «андезитовый» (средний по содержанию кремнезема и нормальный по щелочам). Кроме того, имеют место участки земной коры, в пределах которых магматизм проявился экстремально быстро и широко. Такие области получили название «больших магматических провинций» (large igneous province, LIP). С 11-ю такими провинциями связывают массовые вымирания живых организмов в истории Земли. В LIP входят как «большие плутоногенные провинции», так и «большие вулканогенные», в том числе трапповые поля (к примеру, Сибирские траппы).

## Происхождение
Магматические породы являются конечными продуктами магматической деятельности, обусловленной глобальным и неравномерным тепломассопереносом из мантии к поверхности планеты. Магматические расплавы зарождаются в нижней коре и мантии вследствие уменьшения давления и/или повышения температуры. Являясь менее плотными по отношению к вмещающим образованиям, они стремятся «всплыть» на поверхность. В процессе подъёма происходит дифференциация магмы, что приводит к наблюдаемому разнообразию составов магматических пород. В случае достижения поверхности расплав извергается по эффузивном и/или эксплозивному механизму.
Выделяются несколько генетических серий магматических пород, состав которых эволюционирует от родоначальной глубинной магмы, отделяющейся от твердой фазы мантии и глубокой коры.